# 奧斯陸王宮
奧斯陸王宮（挪威語：或正式名稱Det kongelige slott）是挪威王室的官方居所。它于19世纪上半叶作为挪威和瑞典国王卡尔十四世·约翰的居所建立起来。
1905年瑞典-挪威聯合解體，挪威正式成為獨立國家。新任挪威國王哈康七世以該宮殿為王室的官方居所，直到今日。

## 外部連結
维基共享资源上的相關多媒體資源：Royal Palace, Oslo
- The Royal Palace (Official website of The Royal Norwegian Family) （页面存档备份，存于）
- Historical photos （页面存档备份，存于） National Library of Norway （挪威語）
- Slottet er 150 år Aftenposten, 1999 （挪威語）